# Acasă de Crăciun (film din 2007)
Acasă de Crăciun (titlu original: This Christmas) este un film de Crăciun american din 2007 regizat, produs și scris de Preston A. Whitmore II. Rolurile principale au fost interpretate de actorii Delroy Lindo, Idris Elba, Loretta Devine și Chris Brown.
Filmul prezintă o poveste de Crăciun a familiei Whitfield, al cărui fiu mai mare a venit acasă pentru prima oară după patru ani. Filmul este bazat cântecul cu același nume din 1971 al lui Donny Hathaway, cântec interpretat de Chris Brown în acest film.

## Distribuție
- Loretta Devine ca Shirley Ann Whitfield cunoscută ca Ma'Dere
- Delroy Lindo ca Joe Black
- Idris Elba ca Quentin Whitfield, Jr.
- Regina King ca Lisa Whitfield-Moore
- Sharon Leal ca Kelli Whitfield
- Columbus Short este Claude Whitfield
- Lauren London ca Melanie Whitfield
- Chris Brown ca Michael Whitfield, AKA Baby
- Laz Alonso ca Malcolm Moore
- Ricky Harris ca Vărul Fred Whitfield
- Keith Robinson ca Devan Brooks
- Jessica Stroup ca Sandi Whitfield
- Lupe Ontiveros ca Rosie
- David Banner ca Mo
- Ronnie Warner - Dude
- Mekhi Phifer ca Gerald

## Coloană sonoră originală
1. This Christmas - Chris Brown - 3:18
2. I'll Be Home For Christmas (Waiting On Remix) -Jordin Sparks - 3:13
3. Jingle Bells - B2K - 3:18
4. Try A Little Tenderness - Chris Brown - 6:14
5. Merry Christmas Baby - Charles Brown - 4:49
6. Silent Night - Boney James Feat. Anthony Hamilton - 5:16
7. Please Come Home For Christmas - Aaron Neville - 2:52
8. I Never Loved A Man (The Way I Love You) - Aretha Franklin - 2:50
9. Got To Give It Up, Part 1 - Marvin Gaye - 4:13
10. Have Yourself A Merry Little Christmas - Luther Vandross - 5:05
11. The Christmas Song - Toni Braxton - 3:25
12. Santa Baby - Lina - 3:20
13. Sleigh Ride - TLC - 3:44
14. O Holy Night - Denetria Champ - 4:33